# Shakespeare-i gyilkosságok
A Shakespeare-i gyilkosságok (eredeti cím: Theatre of Blood, nemzetközi forgalmazásban Theater of Blood), 1973-ben bemutatott színes angol horrorfilm-vígjáték, Douglas Hickox rendezésében, Vincent Price, Diana Rigg és Ian Hendry főszereplésével. Magyarországon 1990 után, DVD-kiadásban jelent meg. Magyar szinkronról nincs információ.

## Cselekmény
Egy Shakespeare-fesztivál díjátadásán a színházi kritikusok klubjának (Theatre Critics Guild)  tagjai gúnyos megjegyzéseikkel lehúzzák és megalázzák Edward Kendal Sheridan Lionheart színészt (Vincent Price), elhivatott Shakespeare-előadót, akit beleroppan abba, hogy kétségbe vonják tehetségét és nem ő kapja az ezüst Shakespeare-szobrot. A díjat magához szorítva Lionheart rögeszmésen belefog a Hamlet-nagymonológba: „Lenni vagy lenni, ez itt a kérdés”, mely az öngyilkossághoz szükséges elszántságot mérlegeli. Leánya, Edwina Lionheart (Diana Rigg) hiába igyekszik visszatartani, Edward az őt gúnyoló kritikusok szeme láttára leveti magát a Temze fölé nyúló tetőteraszról és eltűnik. Mindenki azt hiszi, szörnyethalt. Edwina „mészárosoknak” nevezi a kritikusokat.
Edward Lionheart azonban nem halt meg. Lejjebb a víz partra veti. Iszákos és hajléktalan csavargók kimentik. Lionheart lesz a banda feje, beköltöznek a „Burbage színház” romos, elhagyott épületébe, ahol Lionheart eltervezi halálos bosszúját a kritikusok ellen, akik kétségbe vonták színészi tehetségét, romba döntötték hírnevét és öngyilkosságba kergették. Egyenként akarja megölni őket, olyan színpadi halálnemekkel, amelyek azokban a Shakespeare-tragédiákban vannak leírva, ahol Lionheart utoljára játszott. A kivégzések az adott színpadi jelenet keretében zajlanak, Shakespeare klasszikus szavaival kísérve, és Lionheart szembesíti halálba küldött kritikust annak saját szövegével, ahol kigúnyolta Lionheart Shakespeare-remeklését az adott színdarabban. Két évvel látszólagos öngyilkossága után, stílszerűen március idusa közeledtével Lionheart akcióba lép és elkezdi levadászni ellenfeleit.
Az első kritikust, George W. Maxwellt (Michael Hordern), a klub elnökét egy látszólag hivatalos telefonhívás kéreti a „Burbage színház” baljóslatú épületébe. Maxwell felesége rémálmot látott az éjjel, de hiába óvja férjét „március idusától”. A színházban összegyűlt csavargók tucatnyi tőrdöféssel végeznek Maxwellel, ahogyan az összeesküvő szenátorok végeztek Caesarral a Julius Caesar-ban, március idusán. Halála előtt Maxwell felismeri a „feltámadt” Lionheartot, aki a tetem fölött elmondja Antonius gyászbeszédét: „Barátaim, rómaiak, földieim, figyeljetek rám: Temetni jöttem Caesart, nem dicsérni…” A többi kritikust megdöbbenti a halálhír, de még valamennyien örülnek a szenzációnak, amely növeli újságjuk példányszámát.
A másodikat, Hector Snipe-ot (Dennis Price) az Akhillész-jelmezbe öltözött Lionheart felnyársalja dárdájával, miközben szaval: „Az éj sárkány szárnynyal terűl alá (…) Félig jóllaktál, kardom, és noha többet kívánt éhed enyhítve e kedves falattal, menj fekünni le!” Snipe testét ló farkához kötik, ahogyan Shakespeare leírta Hektór meggyilkolását a Troilus és Cressidában. A ló a testet magával vonszolva benyargal a temetőbe, ahol éppen Maxwell temetése zajlik. Nagy riadalom támad, a két gyilkosságot vizsgáló Boot rendőrfelügyelő (Milo O’Shea) és Dogge őrmester egyelőre tanácstalan, de gyanítani kezdik, hogy valaki talán célzottan színházi emberek, kritikusok életére törhet.
A harmadik kritikust, Horace Sprout-ot (Arthur Lowe) a sebésznek beöltözött Lionheart, Edwina asszisztenciájával éjszaka, saját otthonában, álmában lefejezi, ahogyan Clotonnal történik a Cymbeline-ben. Sprout leoperált fejét Lionheart szépen a párnán hagyja, sokkolva a reggel erre ébredő feleséget (Joan Hickson) és a személyzetet. A levágott fejet egy másik kritikus, Peregrine Devlin is megtalálja saját küszöbén, a tejesüvegek mellett. (Az ellentmondásra a történet nem ad magyarázatot).
A negyedik ítészt, a magabiztos, arrogáns nőcsábász Trevor Dickmant (Harry Andrews), Edwina csábítja el egy különleges színielőadásra, ahol A velencei kalmár-ban Antonio szerepét kapja. Edwina játssza Portiát, a bírót, ő azonban ezúttal Shylock javára dönt, jogosnak ítélve igényét a zálogra. Lionheart (Shylock jelmezében) kimetszi Dickman szívét, és korrekt módon megméri mérlegen, hogy a kivágott hús súlya nem lett-e több-e a jogos egy fontnál. A kivágott szívet Lionheart díszdobozban elküldi a kritikusok klubjának irodájába Devlinnek, ezzel a kísérőlevéllel: „Nem tudok odamenni, de a szívem veletek van…”
Az ötödik kritikust, a jó borokat kedvelő Oliver Lardingot (Robert Coote) borkóstolóra csalják, és belefojtják egy hordó vörösborba, ahogyan Clarence hercegével végeznek a III. Richárd-ban.
A következőt, Peregrine Devlin kritikust (Ian Hendry), az egyetlent, akit némi lelkifurdalás gyötör korábbi  kíméletlen ítélete miatt, Lionheart egy vívóterembe csalja, ahol valódi, hegyes tőrökkel megvívják Tybalt és Rómeó halálos párbaját a Rómeó és Júlia drámából. Lionheart, Shakespeare-sorokat szavalva összevagdalja Devlint, de a sebesültet életben hagyja azzal a fenyegetéssel, hogy bármikor visszatérhet, és megölheti, ha egyszer úgy támad kedve. Devlin vallomása alapján a rendőrség már tudja, kit keressen, és igyekeznek óvni a még életben lévő kritikusok biztonságát.
A hetedik kritikusról, az idős és vérmes Solomon Psaltery-ről (Jack Hawkins) köztudott, hogy betegesen féltékeny szép feleségére, Maisie-re (Diana Dors). A körmönfont Lionheart masszőrnek álcázva bejut Maisie hálószobájába. Javában dolgozik az asszonyon, mintha szexelnének. A hazaérkező férj vak dührohamában megfojtja hűtlennek hitt feleségét, ahogyan a velencei mór tette feleségével, Desdemonával a Othellóban. Psaltery-t letartóztatják, elítélik. Gyenge egészségét ismerve mindenki úgy számol, hogy ő már börtönben fog meghalni.
A nyolcadik kritikus, Miss Chloe Moon (Coral Browne), az egyetlen nő a klubtagok közül. Rendőri kísérettel mehet fodrászhoz. Az affektáló hajszobrász Mester álarca alatt azonban Lionheart rejtőzik, aki különleges, újszerű frizurát ígér a nőnek, ehelyett a villamosszékké átalakított hajszárító alá dugja és halálra égeti, felidézve a máglyára vetett Jeanne d’Arc sorsát, a VI. Henrik, 1. rész-ből. Az előtérben képeslapokat olvasó rendőr már csak a füstölgő hullát találja.
A kilencedik, Meredith Merridew (Robert Morley) piperkőc agglegény, nagy gourmand, állandóan két kis pudlikutyát babusgat, akiket „gyermekeinek” nevez. Házát rendőrök őrzik, Lionheart és Edwina azonban csellel elcsalják őket, behatolnak a házba, és darálthús-pástétomot készítenek a pudlikból. A hazatérő kritikus torkába addig tömik a kutyapástétomot, amíg meg nem fullad, ahogyan Tamora királynőt etették halálra a gyermekei húsából készült pástétommal a Titus Andronicus-ban.
Devlin és a rendőrség rájön, hogy Edwina Lionheart tettestársként segíti apját. A rendőrség az ő megfigyelésével próbál Lionheart nyomára jutni. Edward Lionheart azonban Edwina segítségével elrabolja Devlint, és színházában választás elé állítja: vagy meghal, vagy személyesen nyújtja át a tőle elorzott Shakespeare-trófeát, a Kritikusok díját. Devlin visszautasítja. Lionheart egy időzített gépre kötözi, amely felizzított tőröket fog beleszúrni a szemébe, ahogyan Glostert ölték meg a Lear király-ban. Közben Boot felügyelő felfedezi Lionheart rejtekhelyét, a rendőrök betörnek a romos színházba és megmentik Devlint. Lionheart, Lear királyként szavalva felgyújtja a színházat. A pánikba esett csavargók egyike a Shakespeare-trófeával fejbe vágja Edwinát, akin így beteljesült Cordeliának, Lear király legkisebb leányának sorsa. Lionheart karjába veszi leányának holttestét, és felmászik az égő színház tetejére, Lear király végső monológját szavalva. Az égő tető végül összeroskad, Lionheart a halálba zuhan. Az utcáról figyelő Devlin elismerő szavakkal méltatja a rendkívüli színészi produkciót.

## Szereposztás
| Szerep                           | Színész                           | Magyar hangja (n. a.) |
| -------------------------------- | --------------------------------- | --------------------- |
| Edward Kendal Sheridan Lionheart | Vincent Price                     |                       |
| Edwina Lionheart                 | Diana Rigg                        |                       |
| George William Maxwell           | Michael Hordern                   |                       |
| Mrs. Maxwell                     | Renée Asherson                    |                       |
| Hector Snipe                     | Dennis Price                      |                       |
| Horace Sprout                    | Arthur Lowe                       |                       |
| Mrs. Sprout                      | Joan Hickson                      |                       |
| Trevor Dickman kritikus          | Harry Andrews                     |                       |
| Oliver Larding                   | Robert Coote                      |                       |
| Peregrine Devlin                 | Ian Hendry                        |                       |
| Solomon Psaltery                 | Jack Hawkins hangja: Charles Gray |                       |
| Mrs. Maisie Psaltery             | Diana Dors                        |                       |
| Miss Chloe Moon, kritikusnő      | Coral Browne                      |                       |
| Meredith Merridew                | Robert Morley                     |                       |
| Boot rendőrfelügyelő             | Milo O’Shea                       |                       |
| Dogge őrmester                   | Eric Sykes                        |                       |
| Rosemary                         | Madeline Smith                    |                       |

## Díjak, jelölések
- 1973: jelölték a legjobb horrorfilmnek járó Szaturnusz-díjra

## Forgatás
A filmet 1972 késő nyarán forgatták, külső helyszíneken (nem stúdióban). A fő helyszín, Lionheart rejtekhelye, a filmbéli „Burbage Színház” valójában az 1906-ban épült Putney Hippodrome nevű színházépület volt, amely már több éve üresen, lepusztulva állt. (Hickox rendező ugyanezt az épületet használta előző, 1972-es krimifilmjéhez, az „Ülő célpont”-hoz (Sitting Target). 1975-ben a romos épületet lebontották, helyére lakóházak épültek.
Lionheart filmbeli síremlékének eredetije a londoni Kensal Green temetőben található. A szobor egy ülő férfit ábrázol, aki egyik kezét az előtte térdeplő nő fején, másikat az ölében fekvő nyitott Biblián nyugtatja. A forgatás idejére a szobrot átalakították: az arcokat Vincent Price és Diana Rigg vonásaira, a Bibliát egy Shakespeare-kötetre cserélték.
Devlin Temzére néző tetőtéri lakása a londoni Albert Embankment nevű rakparton található.

## Érdekességek

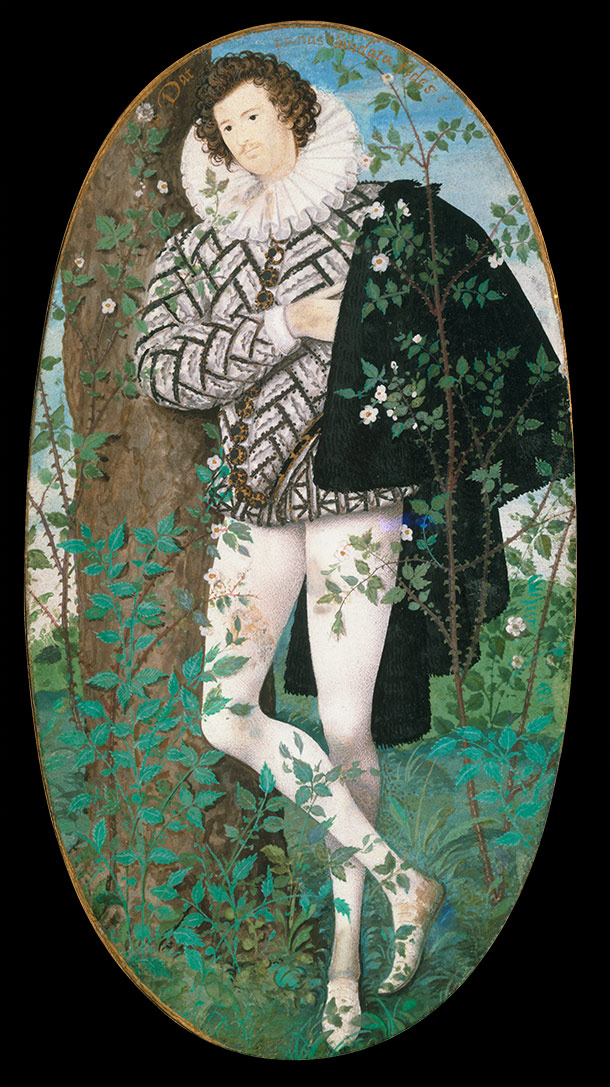
„Ifjú férfi rózsák között”, Nicholas Hilliard-nak tulajdonított festmény, a Kritikusok díja szobor modellje.

- A film címe eredetileg „Much Ado About Murder” lett volna (kb: „Sok hűhó gyilkosság miatt”), célozva Shakespeare Sok hűhó semmiért című vígjátékára.[6]
- A filmbéli trófea-szobor valóban az angol „Kritikusok díja” szobor mása. Készítője a szoboralakot egy Erzsébet-kori festményről mintázta. Az „Ifjú férfi rózsák között” című kép készítőjének Nicholas Hilliard-ot tartják, a festmény valószínűleg I. Erzsébet királynő kegyencét, Robert Devereux-t, Essex earl-jét ábrázolja.[7]
- Miss Chloe Moon alakítója, Coral Browne később, egy 1990-es tévéinterjúban elmondta, nem szerette Vincent Price ijesztő horrorfilmjeit, és eredetileg nem akart egy ilyenben szerepet vállalni. Közös barátaik, Diana Rigg,  Robert Morley és Michael Hordern mégis rábeszélték azzal, hogy nagyon erős szereplőgárda állt össze a filmhez. A filmet 1972 nyarán forgatták. A munkák elején Diana Rigg bemutatta őt Price-nak. Állítólag Rigg nem tudta, hogy Price már 1949 óta házasember. 1973. augusztus 15-én Price elvált második feleségétől, Mary Granttől, és 1974 októberében feleségül vette Coral Browne-t, aki haláláig, 1991-ig Price felesége maradt.[8]